# Planika (rod)
Planika (znanstveno ime Leontopodium) je rod cvetlic iz družine nebinovk, v katerega spada 30 vrst. Rastline iz tega rodu so samonikle v Evropi in Aziji ter morda v obeh Amerikah.

## Vrste
- Leontopodium alpinum (planika)
- Leontopodium andersonii
- Leontopodium artemisiifolium
- Leontopodium aurantiacum
- Leontopodium brachyactis
- Leontopodium calocephalum
- Leontopodium campestre
- Leontopodium chuii
- Leontopodium conglobatum
- Leontopodium coreanum
- Leontopodium dedekensii
- Leontopodium delavayanum
- Leontopodium discolor
- Leontopodium fangingense
- Leontopodium fauriei
- Leontopodium forrestianum
- Leontopodium franchetii
- Leontopodium giraldii
- Leontopodium haastioides
- Leontopodium hallaisanense
- Leontopodium haplophylloides
- Leontopodium hayachinense
- Leontopodium himalayanum
- Leontopodium jacotianum
- Leontopodium japonicum
- Leontopodium leiolepis
- Leontopodium leontopodinum
- Leontopodium leontopodioides
- Leontopodium linearifolium
- Leontopodium microphyllum
- Leontopodium longifolium
- Leontopodium melanolepis
- Leontopodium micranthum
- Leontopodium monocephalum
- Leontopodium muscoides
- Leontopodium nanum
- Leontopodium niveum
- Leontopodium ochroleucum
- Leontopodium omeiense
- Leontopodium pusillum
- Leontopodium roseum
- Leontopodium shinanense
- Leontopodium sinense
- Leontopodium smithianum
- Leontopodium souliei
- Leontopodium stoechas
- Leontopodium stoloniferum
- Leontopodium stracheyi
- Leontopodium subulatum
- Leontopodium villosum
- Leontopodium wilsonii